# Liste des directeurs du British Museum
Le Directeur du British Museum est le dirigeant du British Museum situé à Londres, un poste occupé depuis 2016 par Hartwig Fischer. Il est responsable de l'administration générale de l'institution et rapporte ses comptes et activités au Gouvernement britannique. La gouvernance effective du British Museum est cependant déléguée à son conseil d'administration (Board of Trustees).
À l'ouverture du Museum, le membre du personnel le plus haut placé était appelé « Bibliothécaire principal » (Principal Librarian). Le titre du poste changea pour « Directeur et bibliothécaire principal » (Director and Principal Librarian) en 1898 et pour « Directeur » (Director) en 1973, à la suite de la séparation de la British Library d'avec le Museum.

## Liste

### Bibliothécaire principal du British Museum (1756-1898)
- 1756-1772 : Gowin Knight
- 1772-1776 : Matthew Maty
- 1776-1799 : Charles Morton (en)
- 1799-1827 : Joseph Planta
- 1827-1856 : Henry Ellis
- 1856-1866 : Anthony Panizzi
- 1866-1873 : John Winter Jones
- 1873-1888 : Edward Augustus Bond
- 1888-1898 : Edward Maunde Thompson

### Directeur et bibliothécaire principal du British Museum (1898-1973)
- 1898-1909 : Edward Maunde Thompson
- 1909-1931 : Frederic George Kenyon
- 1931-1936 : George Francis Hill
- 1936-1950 : Edgar John Forsdyke
- 1950-1959 : Thomas Downing Kendrick
- 1959-1969 : Frank Chalton Francis (en)
- 1969-1973 : John Frederick Wolfenden (en)

### Directeur du British Museum (à partir de 1973)
- 1974-1976 : John Pope-Hennessy
- 1977-1992 : David MacKenzie Wilson
- 1992-2002 : Robert Geoffrey William Anderson
- 2002-2015 : Robert Neil MacGregor
- depuis 2016 : Hartwig Fischer